# Alastor festae
Alastor festae är en stekelart som beskrevs av Edoardo Zavattari.
Alastor festae ingår i släktet Alastor och familjen Eumenidae. Inga underarter finns listade i Catalogue of Life.